# 生きるに値しない命
生きるに値しない命（いきるにあたいしないいのち、レーベンスウンヴェアテスレーベン、英: Life unworthy of life、独: Lebensunwertes Leben）とは、劣等的な資質の持ち主とされた人々を安楽死させるというドイツ国の人種衛生学的な政策におけるフレーズである。1940年から始められたT4作戦は悪名の高い安楽死計画で、知的障害者（ダウン症含む）や精神障害者が特別病院のガス室で殺害された。人種主義的政策の一環でもあるこの作戦の手法は、絶滅収容所でのユダヤ人などの殺害に受け継がれ、いわゆるホロコーストに帰結した。

## 経過
法学者の佐野誠が調べた限りでは、このフレーズは1920年に、法学者のカール・ビンディングと精神科医のアルフレート・ホッヘが、その著書のタイトル『生きるに値しない命を終わらせる行為の解禁』（ドイツ語: Die Freigabe der Vernichtung Lebensunwerten Lebens）で初めて用いたものである。

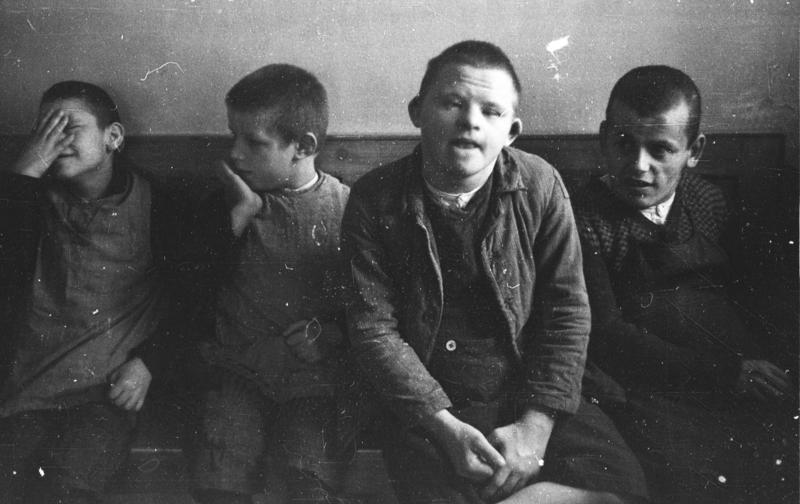
親衛隊員が撮影した精神障害者やダウン症などの子供たち

彼らが使った用語「生きるに値しない命」の正確な定義は同書内ではっきりと書かれているわけではないが、ビンディングが「法益たる資格が甚だしく損なわれたがために、生を存続させることが、その担い手自身にとっても、社会にとっても一切の価値を持続的に失ってしまったような人の命」と書いたものが相当していると見て差し支えないようである。ホッヘも同書内の自分の担当パートでこのフレーズについて触れている。
ビンディングは、「生きるに値しない命」を3つのグループに分けて論じている。第1は「疾病または重傷ゆえに助かる見込みのない絶望的な状態にある」者 (具体的には治療不可能ながん患者、助かる見込みのない結核患者、瀕死の重傷を負ったものなど)、第2は「治療不能な知的障害者」、第3はその中間グループである。ビンディング・ホッヘ両者とも、最も力を入れて論じたのが第2グループの知的障害者だった。両者には濃淡があるもののビンディング・ホッヘ共に「生きるに値しない命」は安楽死させる (実際上は殺害) べきだと主張しているのだが、その論拠は詰まるところ「経済効率性」である。
同書は、アドルフ・ヨストが1895年に出版した小著『死への権利』をベースとしてその論理を拡張した著作だと言えるが、既にヨストが『死への権利』のなかで「効率性」を根拠にして精神病患者の「安楽死」を肯定している。ヨストは、1000人の治療不能な患者に治療を施し、その中から1人の患者が回復したとしても、残りの999人への治療はまったくの無駄であり、食糧の消費量や介護労力の費用は社会にとっての多大な損失でしかない以上、1人の回復者を犠牲にしてもその損害は微々たるものでしかない、と論じた。同様の社会的経済効率を論拠にした安楽死の議論は、他にもエルンスト・ヘッケルの『生命の不可思議』(1904年) の中にもみられる。他国と比較して、特にドイツでは経済効率性と命の選別を結びつけて考える傾向が昔から強いことは特徴的である。
『生きるに値しない命を終わらせる行為の解禁』が刊行されると、法学・医学・キリスト教界などから様々な反響があったが、少なくともワイマール共和国の時代までは概して否定的に見られていた。しかし、ナチス・ドイツの時代になると同書は直接的にも間接的にも利用され、障害者の安楽死計画に発展した。

### 注
1. ↑  これまでの研究で、優生学の性格は各国によって大きく異なることが明らかにされている。アメリカ・イギリスの優生学が自由主義的性格を基本に発展したのに対して、フランス・ブラジル・ロシアではラマルク主義的な優生学が発展した[10]。アメリカで断種が合法化されるのは1907年のインディアナ州法が最初だったが、その時の理由も財政問題とは無関係である。また、北ヨーロッパ諸国では早くから社会福祉国家が実現されたことから、これらの国の優生学は財政効率性と強く結びついていたが、その論調が強まり出すのは1920年前後以降のことである[11]。福祉国家になったワイマル共和国成立以前の19世紀末から、命の選別と財政効率性を結び付けて考える論者がドイツでは現れているのに対して、この時期、その他の国ではこの種の考えは登場していない。

## 関連書籍
- ジョルジュ・ベンスサン著、吉田恒雄訳　『ショアーの歴史　ユダヤ民族排斥の計画と実行』　白水社（文庫クセジュ）、2013年　ISBN 978-4-560-50982-1